# 山田恭一
山田 恭一（やまだ きょういち、1928年3月31日 -  2010年7月2日）は、日本の経営者。そごう社長を務めた。

## 生涯
兵庫県神戸市出身。旧制松山高等学校を経て、京都大学農学部水産学科へ入学した。在学中は学生運動を行っていた一方、同じ大学・学部の出身者という縁で李登輝と接点を持つことになる。
1952年に大学を卒業し、そごうに入社。そごう神戸店（現在の神戸阪急）に配属後、7年ほど東京店を中心に新人研修など人事を担当していた。1964年に神戸店に復帰後、1970年4月に取締役に就任した。神戸店に戻る際、水島廣雄に将来のため神戸店を何とかするよう言われたところから、水島はサラリーマン経営者ながらロマンに情熱を燃やす男であり、将来の人のためを思っていると感じた。1975年に常務取締役神戸店長、後に、専務取締役神戸店長となった。この間、1971年（昭和46年）には相次ぐ増床に合わせて大阪店の外商売上を神戸店に計上したことで大丸神戸店を上回る地域一番店になり、1985年（昭和60年）には「ケイ・エスビル」へも入居し、関西でも有数の規模の面積になった。
1988年5月に副社長に就任し、神戸店のみならず西神そごう（別法人）や加古川そごう、京都大学の同窓・李登輝が総統を務める台湾（中華民国）での太平洋そごう（現在の遠東SOGO）出店に取り組んだ。1995年（平成7年）には阪神・淡路大震災に被災した神戸店の早期復興のため、崩壊部分を減築した部分建て替えを決断する。この成果もあり、病気の岩村榮一社長に代わり、1999年4月に社長に就任。
2010年7月2日肺炎により、死去。82歳没。